# 徐立毅
徐立毅（1964年8月13日—），男，汉族，浙江绍兴人。杭州大学地理系地理专业毕业，大学学历。曾任杭州市人民政府市长，中共河南省委常委、中共郑州市委书记。2022年1月因河南郑州“7·20”特大暴雨灾害中失職瀆職而被免职。

## 仕途

### 浙江
徐立毅1983年7月参加工作，1986年5月加入中国共产党。
曾任余姚市人民政府副市长，中共浙江省委组织部组织处副处长（挂职），宁波市水利局局长，宁波市鄞州区区长，杭州市江干区委书记、区人大常委会主任，杭州市余杭区委书记，杭州市副市长等职。
2015年4月，任温州市人民政府市长。2016年1月，任中共温州市委书记。
2017年2月，不再担任温州市委书记，被任命为杭州市人民政府副市长、代理市长。同年4月，正式當選为杭州市市長。
2018年2月，当选为第十三届全国人大代表。

### 河南
2019年6月11日，调任中共河南省委常委、中共郑州市委书记。在郑州徐立毅大力发展数字化经济、政府治理和社会发展。
2021年7月郑州遭遇特大暴雨，人员死亡超过300人，各项损失比较严重，因此饱受质疑。2021年10月29日，虽仍当选为第十一届中共河南省委委员，但却卸任中共河南省委常委，同时继续担任郑州市委书记。
分析人士称，在中国政坛中除换届期间外省会的市委书记未兼任省委常委是比较罕见的。

### 去职
2022年1月21日，國務院調查組公布2021年7月河南水災調查報告，認定鄭州市及有關區縣（市）黨委、政府存在失職瀆職行為，均負有責任；國務院調查組回應記者提問時指，鄭州當局刻意阻礙、隱瞞不報因災死亡失蹤人數共139人。新华社同日发布消息称，日前经中共中央批准，中共中央纪委对河南省委原常委、郑州市委书记徐立毅在河南郑州“7·20”特大暴雨灾害中违纪问题进行了立案审查，经查认为徐立毅在灾害中出现的相关问题负有重要责任，决定给予徐立毅同志党内严重警告处分，由国家监委给予其政务降级处分，同日河南省委免去徐立毅郑州市委书记、常委、委员职务。

### 复出
2023年1月7日，徐立毅在南阳当选河南省第十四届人大代表。2025年1月，徐立毅已调离河南省，其河南省人大代表职务被终止。

## 轶事
因调任河南后多次对郑州改造花坛，亦有“花坛书记”之称，甚至在“7·20”特大暴雨后，被国务院调查组批：“全国在支援郑州，郑州还在修花坛”。